# Lithosia taiwanella
Lithosia taiwanella là một loài bướm đêm thuộc phân họ Arctiinae, họ Erebidae.